# Ester Barmasai
Ester Barmasai (* 1972) ist eine ehemalige kenianische Marathonläuferin.
1998 siegte sie beim Greifenseelauf, und 1999 wurde sie Siebte beim Paris-Marathon und gewann den Frankfurt-Marathon. Im Jahr darauf wiederholte sie ihren Sieg in Frankfurt mit ihrer persönlichen Bestzeit von 2:31:04 h. 2001 wurde sie Vierte beim Vienna City Marathon und siegte beim Graz-Marathon. 2002 wurde sie Zweite bei der Maratona di Sant’Antonio.